# 多突芒果蛛
多突芒果蛛（学名：Mangora polyspicula）为圆蛛科芒果蛛属的动物。在中国大陆，分布于云南等地。该物种的模式产地在云南。